# ネッド・ヤング
エドワード・"ネッド"・ヤング（Edward "Ned" Young、1766年 - 1800年12月25日）はバウンティ号の乗組員であり、同船で反乱（バウンティ号の反乱）が起きた際の乗組員の1人だった人物。ジョン・アダムズと共にピトケアン島の入植地の礎を築いた。

## 経歴
彼はイギリス生まれで、マン島の博物館の情報によるとイギリス人の父と母は西インド諸島のセントキッツ島で生まれとみられ、マン島のピールで少なくとも2-3年を過ごしたことがあるという。
彼はおそらく貧しい家庭で育ったようであるが、学校には行くことが出来た。彼は、1787年、イギリス海軍所属のバウンティ号のタヒチへの航海に士官候補生として乗り組んだ。バウンティ号では、1789年、何人かの水夫とフレッチャー・クリスチャンを含む士官がブライ艦長に対して反乱を起こした。ヤングはその時眠っていて、事件が終わるまで目を覚まさなかった。彼は、反乱に参加もしなかったし、反乱者に武力で立ち向かうこともしなかった。また、ブライ船長とその他の乗組員がボートに乗り移り、船から追放される際にも、そのボートに乗らなかった。彼はこの由々しき事件の最中に睡眠を貪っていた唯一の乗組員である。しかし、彼はクリスチャンとその他の反乱者たちの考えは事前に聞かされて、彼としてはイギリスに戻るという気持ちはさらさらなかった。ヤング、クリスチャン、その他のバウンティ号に残った乗組員は、タヒチ島に戻った。その後まもなく、クリスチャンは、イギリス海軍によりまだ発見されていない島を探すために再度船で出発する決意を固める。ヤング、7人の乗組員と数人のタヒチ人が、この企てに参加することになった。彼らは、ピトケアン島という小さくて辺鄙な島に上陸し、入植した。
1793年10月、元乗組員と、彼らと共にやってきた4人のタヒチ人の間で殺し合いが起こり、クリスチャンを含めた5人の元乗組員とタヒチ人の全員が殺された。ヤングはまたもこの殺し合いの間中ずっと1人睡眠をほしいままにし、乗組員側を支持していたタヒチ人の女性によって守られていた。ヤングは、タヒチ人の男性の1人で、逃亡を図ったネホを追跡し捕らえて殺す手助けをした。
生き残った男はヤング、アダムズ、ウィリアム・マッコイ、マシュー・クィンタルのわずか4人だけだった。ヤングが島のリーダーとして認められ、アダムズが彼の友人にして副官となった。一説には、彼らはその腕っ節ではほぼ互角だったという。彼らは、マッコイやクィンタルよりも尊敬されるようになった。自ら醸造したアルコールに溺れるようになったマッコイは、1798年に酒に酔って崖から飛び降りて死んだ（自殺ではなかったかと見られている）。クィンタルもアルコールで憂さを晴らし、コミュニティを皆殺しにすると脅した。ヤングは、1799年にアダムズと2人でクィンタルを斧で殺害した。そして、乗組員の生き残りはアダムズとヤングの2人だけになった。ヤングは、唯一、生き残ったアダムズとは親密な関係を築き、学校に通って教育を受けたことのあるヤングは、アダムズや生き残った子供達に読み書きを教えていた。しかし、1800年にヤングは長年苦しんでいた喘息により死亡した。亡くなる直前に彼はキリスト教に改宗した。
彼は多くの女性と関係を持ち、沢山の子供をもうけた。その中の1人ポリネシア人妻のToofaitiとの間にポリー・ヤング、ジョージ・ヤング、ロバート・ヤング、ウィリアム・ヤングの子供がいる。ジョージには、ノーフォーク島に移住したサイモン・ヤングという息子がおり、その娘にロザリンド・アメリア・ヤングがいる。彼女は1864年にノーフォーク島からピトケアン島に戻り、教師となって、1894年にはピトケアン語の『バウンティ号反乱とピトケアン島物語 1790年-1894年（Mutiny of the Bounty and Story of Pitcairn Island 1790 - 1894）』と言うバウンティ号反乱やピトケアン島に関する記録書を書いている。彼女は後にニュージーランドに移住しデビッド・ニールドと結婚して1924年に亡くなっている。Maimitiとの間にはドロシー・ヤング、ネッド・ヤング2世、ジェームズ・ヤングをもうけた。ネッド・ヤング2世はフレッチャー・クリスチャンの孫娘ポリー・クリスチャンとの間に息子モーゼス・ヤングをもうけており、ウィリアム・マッコイの孫娘マルビナ・マッコイと結婚している。ヤングの子孫は現在でもピトケアン島やノーフォーク島に住んでいる。